# Матлхаку, Лоунго
Лоунго Матлхаку (англ. Loungo Matlhaku; род. 24 марта 1995, Khakhea, Южный округ) — ботсванская легкоатлетка, специалистка по бегу на короткие дистанции. Выступает за сборную Ботсваны по лёгкой атлетике с 2011 года, бронзовая призёрка чемпионата Африки, обладательница бронзовой медали Игр Содружества, рекордсменка страны в эстафете 4 × 400 метров.

## Биография
Лоунго Матлхаку родилась 24 марта 1995 года в поселении Хахеа Южного округа Ботсваны.
Впервые заявила о себе в лёгкой атлетике в 2011 году, выиграв серебряную и бронзовую медали на домашнем юниорском чемпионате Африки в Габороне — в беге на 100 метров и в эстафете 4 × 400 метров соответственно. Также в этом сезоне выступила на юниорском чемпионате мира в Лилле и на юниорских Играх Содружества в Дугласе, но здесь попасть в число призёров не смогла.
В 2013 году выиграла бронзовую медаль в беге на 200 метров на африканском первенстве среди юниоров в Бамбусе.
Первого серьёзного успеха на взрослом международном уровне добилась в сезоне 2014 года, когда вошла в основной состав ботсванской национальной сборной и побывала на взрослом чемпионате Африки в Марракеше, откуда привезла награду бронзового достоинства, выигранную в эстафете 4 × 400 метров. Также в этом сезоне стартовала на юниорском чемпионате мира в Юджине, где заняла 43 место в беге на 100 метров и 26 место в беге на 200 метров.
В 2015 году на чемпионате мира по легкоатлетическим эстафетам в Нассау стала пятой в эстафете 4 × 400 метров.
На африканском первенстве 2016 года в Дурбане была восьмой в беге на 100 метров, седьмой в беге на 200 метров, пятой в эстафете 4 × 400 метров.
В 2018 году завоевала бронзовую медаль в эстафете 4 × 400 метров на Играх Содружества в Голд-Косте, выступила на чемпионате Африки в Асабе.
На летней Универсиаде 2019 года в Неаполе показала одиннадцатый результат в беге на 100 метров, тогда как на Африканских играх в Рабате стала седьмой в беге на 200 метров.